# ليليديل
ليليديل (بالإنجليزية: Lilydale, Minnesota)‏ هي مدينة تقع في ولاية مينيسوتا في الولايات المتحدة. تبلغ مساحة هذه المدينة 2.25 (كم²)، وترتفع عن سطح البحر 214 م، بلغ عدد سكانها 623 نسمة في عام 2010 حسب إحصاء مكتب تعداد الولايات المتحدة.

## التركيبة السكانية
قام مكتب تعداد الولايات المتحدة بتحديد بيانات التركيبة السكانية لليليديلفي تعداد الولايات المتحدة. في ما يلي، التركيبة السكانية حسب تعدادي 2000 و2010.

### تعداد عام 2000
بلغ عدد سكان ليليديل 552 نسمة بحسب تعداد عام 2000، وبلغ عدد الأسر 338 أسرة وعدد العائلات 154 عائلة مقيمة في المدينة. في حين سجلت الكثافة السكانية 756.4 نسمة لكل ميل مربع (292.0/كم2). وبلغ عدد الوحدات السكنية 383 وحدة بمتوسط كثافة قدره 524.8 نسمة لكل ميل مربع (202.6/كم2).
وتوزع التركيب العرقي للمدينة بنسبة 94.93% من البيض و 0.18% من الأمريكيين الأصليين و 1.81% من الأمريكيين ذوي الأصول الآسيوية و 0.18% من سكان جزر المحيط الهادئ و 0.72% من الأمريكيين الأفارقة و 0.54% من عرقين مختلطين أو أكثر.
بلغ عدد الأسر 338 أسرة كانت نسبة 5.9% منها لديها أطفال تحت سن الثامنة عشر تعيش معهم، وبلغت نسبة الأزواج القاطنين مع بعضهم البعض 41.1% من أصل المجموع الكلي للأسر، ونسبة 3.3% من الأسر كان لديها معيلات من الإناث دون وجود شريك، وكانت نسبة 54.4% من غير العائلات. تألفت نسبة 49.4% من أصل جميع الأسر من أفراد ونسبة 29.9% كانوا يعيش معهم شخص وحيد يبلغ من العمر 65 عاماً فما فوق. وبلغ متوسط حجم الأسرة المعيشية 2.25، أما متوسط حجم العائلات فبلغ 1.63.
بلغ العمر الوسطي للسكان 62 عاماً. وكانت نسبة 6.0% من القاطنين تحت سن الثامنة عشر، وكانت نسبة 3.8% بين الثامنة عشر والأربعة وعشرون عاماً، ونسبة 14.5% كانت واقعةً في الفئة العمرية ما بين الخامسة والعشرون حتى والأربعة وأربعون عاماً، ونسبة 29.5% كانت ما بين الخامسة والأربعون حتى الرابعة والستون، ونسبة 46.2% كانت ضمن فئة الخامسة والستون عاماً فما فوق. يوجد لكل 100 أنثى 70.4 ذكر، ويوجد لكل 100 أنثى في الثامنة عشر من عمرها فما فوق 68.5 ذكر.
بلغ متوسط دخل الأسرة في المدينة 54,792 دولار، أما متوسط دخل العائلة فبلغ 82,001 دولار. وكان متوسط دخل الذكور 52,500 دولار مقابل 40,815 دولار للإناث. وسجل دخل الفرد الخاص بالمدينة 42,724 دولار.

### تعداد عام 2010
بلغ عدد سكان ليليديل 623 نسمة بحسب تعداد عام 2010، وبلغ عدد الأسر 375 أسرة وعدد العائلات 181 عائلة مقيمة في المدينة. في حين سجلت الكثافة السكانية 1,074.1 نسمة لكل ميل مربع (414.7/كم2). وبلغ عدد الوحدات السكنية 444 وحدة بمتوسط كثافة قدره 765.5 لكل ميل مربع (295.6/كم2).
وتوزع التركيب العرقي للمدينة بنسبة 95.5% من البيض و 2.2% من الأمريكيين ذوي الأصول الآسيوية و 1.3% من الأمريكيين الأفارقة و 0.6% من عرقين مختلطين أو أكثر.
بلغ عدد الأسر 375 أسرة كانت نسبة 6.4% منها لديها أطفال تحت سن الثامنة عشر تعيش معهم، وبلغت نسبة الأزواج القاطنين مع بعضهم البعض 43.2% من أصل المجموع الكلي للأسر، ونسبة 3.2% من الأسر كان لديها معيلات من الإناث دون وجود شريك، بينما كانت نسبة 1.9% من الأسر لديها معيلون من الذكور دون وجود شريكة وكانت نسبة 51.7% من غير العائلات. وبلغ متوسط حجم الأسرة المعيشية 2.23، أما متوسط حجم العائلات فبلغ 1.66.
بلغ العمر الوسطي للسكان 63.3 عاماً. وكانت نسبة 5.9% من القاطنين تحت سن الثامنة عشر، وكانت نسبة 3.8% بين الثامنة عشر والأربعة وعشرون عاماً، ونسبة 13.8% كانت واقعةً في الفئة العمرية ما بين الخامسة والعشرون حتى والأربعة وأربعون عاماً، ونسبة 29.9% كانت ما بين الخامسة والأربعون حتى الرابعة والستون، ونسبة 46.7% كانت ضمن فئة الخامسة والستون عاماً فما فوق. وتوزع التركيب الجنسي للسكان بنسبة 41.9% ذكور و58.1% إناث.

## وصلات خارجية
- lilydale.govoffice.com
- The US50 - Cities and Towns in Minnesota State